# Cento
Ein Cento (altgr. ὁ κέντρων, dt. der C., Pl. die Centos oder die Centones) ist ein Text, der ausschließlich oder zumindest zum größten Teil aus Textpartikeln (Zitaten) eines anderen Textes zusammengesetzt ist (Flickengedicht), siehe auch Intertextualität. Dabei verlieren die zitierten Passagen regelmäßig ihren bisherigen Kontext und erhalten durch die Zusammensetzung einen neuen Kontext.
Die Neuanordnung kann einen parodistischen Effekt bewirken, wenn die Zitate durch ihre neue Aufeinanderfolge einen überraschenden, travestieartigen Sinn erhalten oder Satzteile bekannter Zitate („Ihr naht euch wieder, schwankende Gestalten“) in variierender Form zusammengesetzt werden („Ihr naht euch wieder? In die Ecke, Besen!“ aus Edwin Bormanns Goethe-Quintessenz).
Aufgrund der notwendigen Bezugnahme des Centos auf andere, regelmäßig sehr bekannte Texte wird der Cento nicht nur unter dem Gesichtspunkt der Parodie, sondern auch hinsichtlich seines intertextuellen Charakters erörtert.

## Begriffsgeschichte
Das griechische κέντ(ρ)ov/ként(r)on bezeichnete ursprünglich eine aus bunten Flicken zusammengesetzte Decke oder Harlekinsjacke. Diese Bedeutung ist erstmals bei Plautus und Cato d. Ä. im Lateinischen belegt. Die Verwendung des Begriffs als ‚Flickengedicht‘ findet sich zuerst bei christlichen Autoren. Tertullian nennt Homer-Centonen Werke, die Einzelteile aus der Dichtung Homers übernehmen. Sie fügten sie „nach Art eines Cento“ zu einem neuen Ganzen zusammen. Isidor von Sevillas Definition beinhaltet zusätzlich, dass dieses Verfahren für alle möglichen Stoffe geeignet sei.

## Beispiele
- Hosidius Geta: Medea
- Cento Probae
- Bertram Reinecke: Sleutel voor de hoogduitsche Spraakkunst